# Den stora razzian
Den stora razzian är en amerikansk film från 1935 i regi av William Keighley. James Cagney gör huvudrollen i filmen. Cagney var känd för sina gestaltningar av gangsters i flera 1930-talsfilmer, men gjorde nu istället rollen som jurist som blir tuff FBI-agent.
I Sverige blev filmen först totalförbjuden av censuren. En andra kopia där fem minuter klippts bort blev även den totalförbjuden. Vid ett tredje försök där tio minuter klippts bort blev filmen godkänd med en åldersgräns på 15 år.

## Rollista
- James Cagney - James "Brick" Davis
- Margaret Lindsay - Miss Kay McCord
- Ann Dvorak - Jean Morgan Collins
- Robert Armstrong - Jeffrey "Jeff" McCord
- Barton MacLane - Collins
- Lloyd Nolan - Hugh Farrell
- William Harrigan - Mac McKay
- Russell Hopton - Gerard
- Edward Pawley - Danny Leggett
- Noel Madison - Durfee
- Monte Blue - fingeravtrycksexpert
- Regis Toomey - Eddie Buchanan